# Залесе (река)
Залесе — река в Перемышльском повяте Подкарпатского воеводства Польши и в Самборском районе Львовской области Украины. Левый приток реки Вяр (бассейн Вислы).
Истоки расположены на западной окраине села Конюша (Польша). Течёт преимущественно на восток, впадает в Вяр в северной части посёлка городского типа Нижанковичи.
Длина реки 11 км. Речная долина в верховьях узкая, в среднем и нижнем течении расширяется. Пойма местами заболочена. Дно реки каменистое, местами с перекатами, в нижнем течении преимущественно илистое.
Река протекает в основном по территории Польши через сёла Конюша, Аксманице, Клоковице, Млодовице. Пересекает украинско-польскую границу на западной окраине Нижанковичей. От границы до устья на протяжении 1,5 км течёт в северной части посёлка Нижанковичи, которая называется Заболотцы.